# Калужские засеки
«Калу́жские засе́ки» — государственный природный заповедник, находящийся на юго-востоке Калужской области на территории, пограничной с Орловской и Тульской областями (в Орловском-Калужском полесье).
Заповедник образован постановлением Правительства РФ от 5 ноября 1992 года.
В состав заповедника входят два участка: Северный и Южный. Общая площадь составляет 18 533 га. Участки отдалены друг от друга на 12 км: площадь Южного участка — 11784 га, площадь Северного — 6749 га. Заповедник в пределах 200 м от границ окружен охранной зоной. На территории заповедника протекает около 20 рек и ручьёв.
Климат заповедника умеренно континентальный. Преобладают западные и юго-западные ветры. Среднегодовое количество осадков — 596 мм. Среднегодовая температура +4,4 °C.

## История
«Калужские засеки» — название, которое с XVIII века использовали для части территории Калужской губернии, входившей в состав Заокской засечной черты XVI—XVII веков. К Калужским засекам относились Козельские, Перемышльские засеки, часть Лихвинских и Белевских засек.
В 1712 году были учреждены Тульский оружейный завод и Брянское адмиралтейство, которые стали главными потребителями леса из Калужских и Тульских засек, находившихся в ведении Приказа артиллерии.

## Флора и фауна
Сосудистых растений в заповеднике отмечено 703 вида. На территории заповедника встречаются 55 видов млекопитающих, 178 видов птиц, 5 видов пресмыкающихся, 9 видов земноводных, 21 вид рыб. Отмечено около 450 видов бабочек.